# فلتون (مینه‌سوتا)
فلتون، مینه‌سوتا (به انگلیسی: Felton, Minnesota) یک شهر در ایالات متحده آمریکا است که در شهرستان کلی (ابهام‌زادیی) واقع شده‌است.

## خصوصیات
فلتون ۲٫۶۷ کیلومترمربع مساحت و ۱۷۷ نفر جمعیت دارد و ۲۷۸ متر بالاتر از سطح دریا واقع شده‌است.